# Nikólaos Gýzis
Nikólaos Gýzis (en grec moderne : Νικόλαος Γύζης) est un peintre grec né à Sklavochóri sur Tinos le 1er mars 1842 et mort à Munich le 4 janvier 1901.
Il fut un des maîtres de l'école de Munich qui domina la peinture en Grèce dans la seconde moitié du XIXe siècle.

## Biographie
Nikólaos Gýzis était le fils d'Onoúfrios Gýzis, un domestique, et de son épouse Margaríta, née Psálti. En 1850, sa famille déménagea à Athènes. C'est là que Nikólaos commença ses études à l'École Polytechnique, mais sans jamais y être vraiment inscrit.
Il fut élève à l'École des Beaux Arts d'Athènes de 1854 à 1864. Il eut pour professeur Geórgios et Fílippos Margarítis, Triantaphyllou et Ludwig Thiersch. En juillet 1865, il partit étudier à l'académie des beaux-arts de Munich, grâce à une bourse offerte par le monastère de la Panagía Evangelístria de son île natale, Tinos. Cette bourse lui fut obtenue par Nikólaos Nazós.
À Munich, il étudia dans l'atelier de Karl von Piloty, tout comme Nikifóros Lýtras, son camarade d'études.
En 1869, Gustave Courbet vint participer à une exposition internationale à Munich. La découverte de son style et de ses tableaux joua un rôle déterminant dans la formation artistique de Gýzis (et des autres jeunes peintres étudiant à Munich).
Nikólaos Gýzis revint à Athènes en 1872. Il y séjourna deux ans. Il se fit alors installer un atelier dans la maison paternelle. Il voyagea à l'été 1873 en Asie Mineure en compagnie de son ami Nikifóros Lýtras. Ce voyage fut une des sources de la veine orientalisante des tableaux de Gýzis et Lýtras à ce moment-là.
En 1876, Gýzis et Lýtras séjournèrent aussi à Paris.
Lýtras resta en permanence à Athènes, alors que Gýzis retourna à Munich. Il revint par deux fois dans son pays natal (la dernière fois en 1895), et à chaque fois, il enseigna à l'École des Beaux-Arts d'Athènes. Il transmit ainsi, avec Lýtras, les méthodes et les thèmes dominant de l'École de Munich. À partir de 1882, Nikólaos Gýzis s'installa définitivement à Munich, où il fut nommé Professeur de l'Académie en 1886. Parmi ses élèves, Ernst Oppler, Fritz Osswald, Anna May-Rychter (en) et Ștefan Popescu.
En 1877, Nikólaos Gýzis épousa Artémis Nazos qu'il avait rencontrée à Athènes. Ils eurent cinq enfants (quatre filles et un garçon) :
- Pénélope (née en juin 1878 et décédée 12 jours plus tard)
- Margarita-Pénélope née en 1879
- Margarita née en 1881
- Onoufrios-Télémaque né en 1884
- Iphigénie née en 1890.

Il mourut d'une leucémie le 22 décembre 1900 (calendrier julien) ou le 4 janvier 1901 (calendrier grégorien) à Munich. Il est enterré au cimetière du Nord de Munich.

## Travail artistique
Nikólaos Gýzis peignit surtout des tableaux de genre, avec pour thèmes principaux la famille et les enfants, le plus souvent dans leur vie quotidienne.
Lors de son premier retour en Grèce, qui fut sa période orientalisante, il fit quelques tableaux évoquant la période de la domination ottomane, comme Après la chute de Psara ou L'École secrète qui joua un très grand rôle dans la diffusion du mythe des écoles secrètes, forme de résistance à l'occupation ottomane. Il représenta aussi des thèmes considérés comme typiquement grecs, comme son Carnaval à Athènes ou ses Fiançailles (el).
Il s'essaya aux thèmes antiques, mais il ne put mener à bien que quelques œuvres, et la plupart du temps uniquement sous la forme d'allégories comme son Histoire. On retrouve la présence d'enfants dans ces allégories.
Après 1886, alors pourtant qu'il était professeur aux Beaux-Arts de Munich, ses œuvres se firent de moins en moins réalistes et peu à peu impressionnistes.
Sur la fin de sa vie, il se tourna vers des thèmes religieux, ainsi que le montre son Triomphe de la Religion.
- 1878, à l'Exposition Internationale de Paris, Nikólaos Gýzis obtint une médaille de bronze pour son tableau Enfants en Grèce. Cette distinction lui permit, la même année, de devenir enseignant à l'Académie des beaux-arts de Munich. En 1888, il y fut nommé Professeur.
- 1879, participation à la l'Exposition internationale au Glaspalast de Munich.
- 1881, première exposition en Grèce.
- 1882, participation à deux expositions : Vienne et Nuremberg.
- 1883, participation à l'Exposition internationale du Glaspalast de Munich. Il fit partie du Comité d'organisation.
- 1887, participation à une exposition à Vienne.
- 1888, participation à l'Exposition internationale du Glaspalast de Munich. Il en réalisa l'affiche. Participation à l'Exposition panhellénique au Zappéion (Athènes).
- 1889, participation à l'Exposition panhellénique au Zappéion (Athènes).
- 1890, participation à l'Exposition internationale du Glaspalast de Munich.
- 1896, conception du premier diplôme olympique[1].

## Galerie

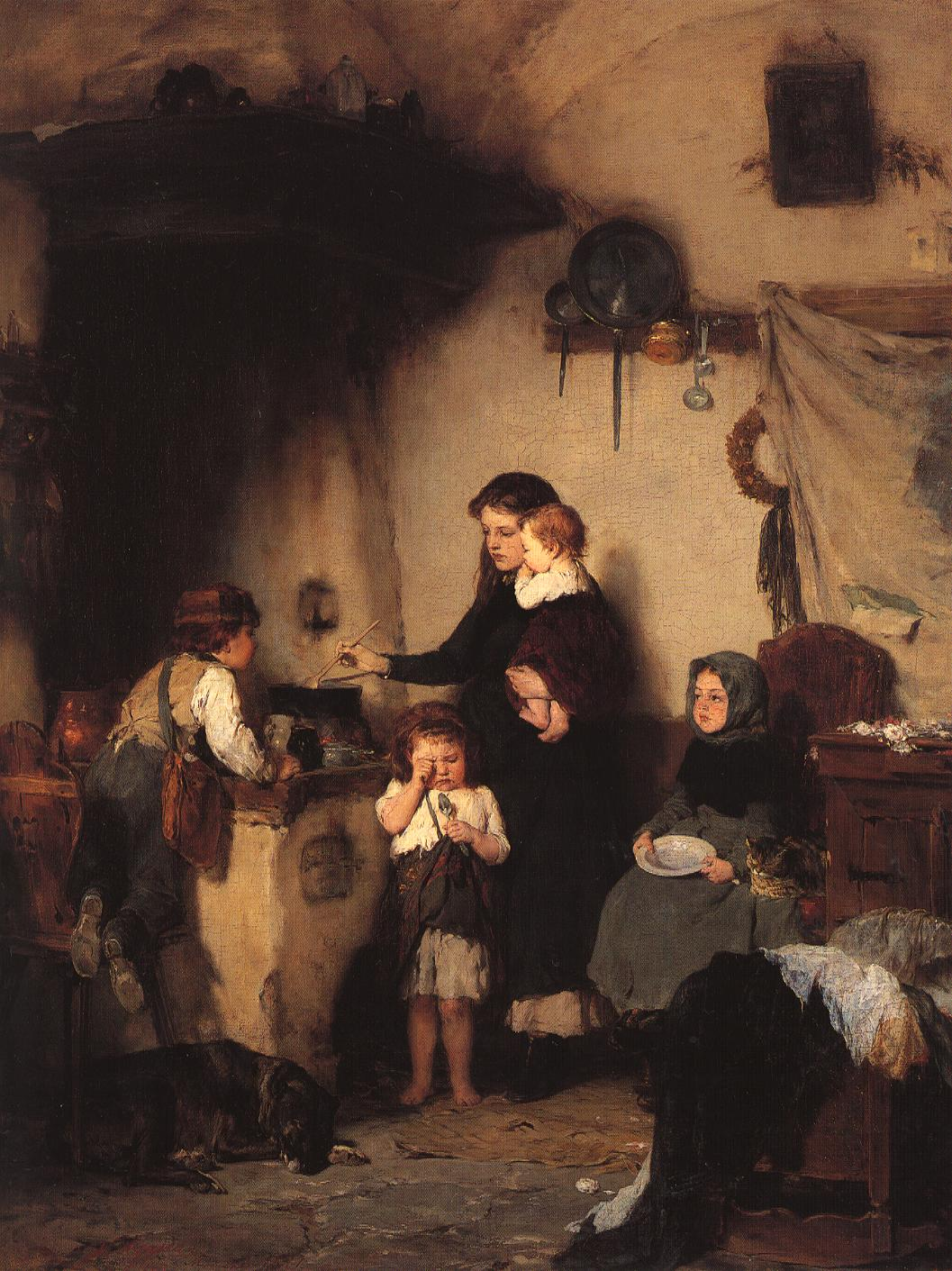
Les Orphelins (1871) Pinacothèque nationale d'Athènes
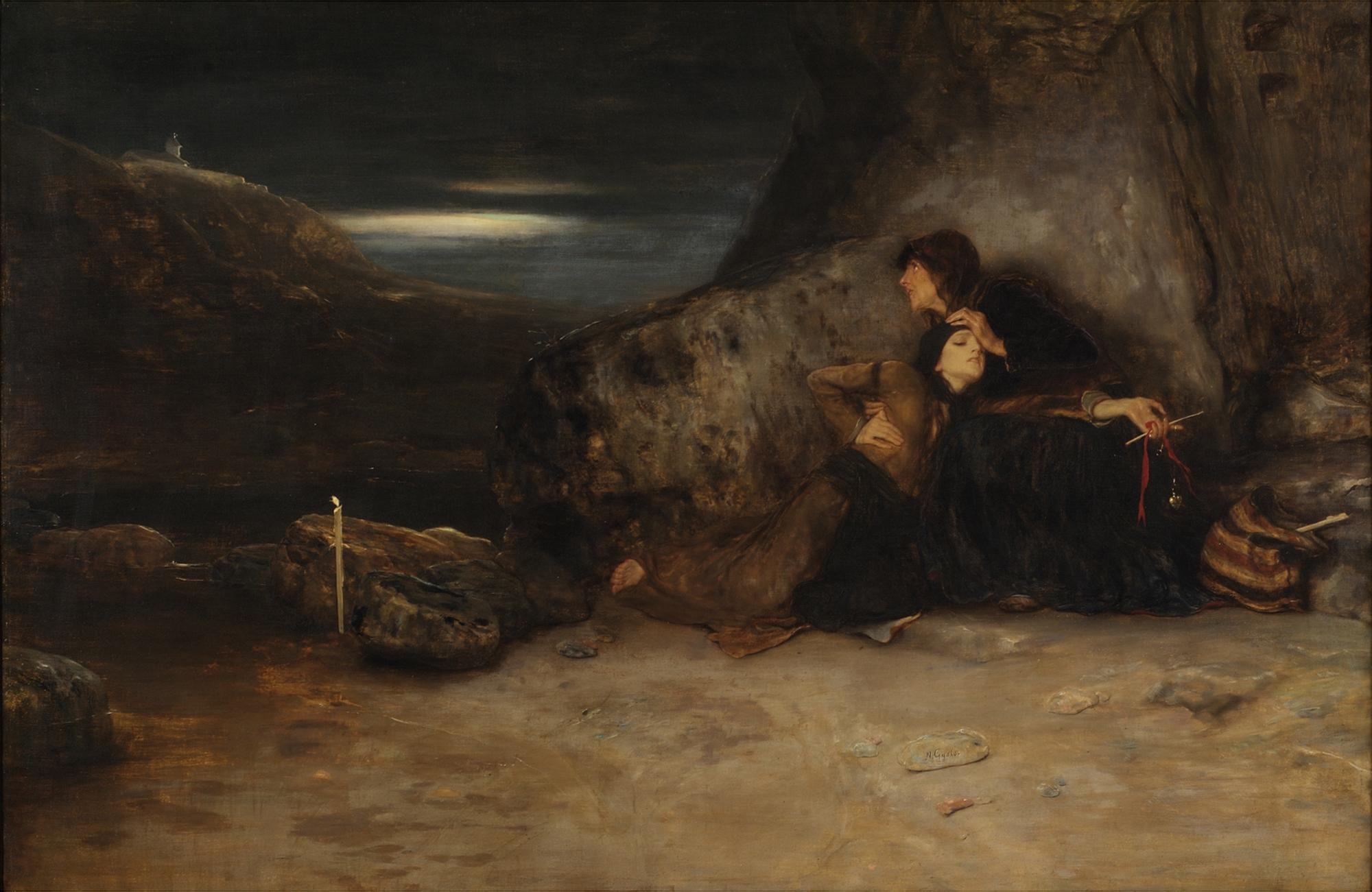
Le Don (1874)
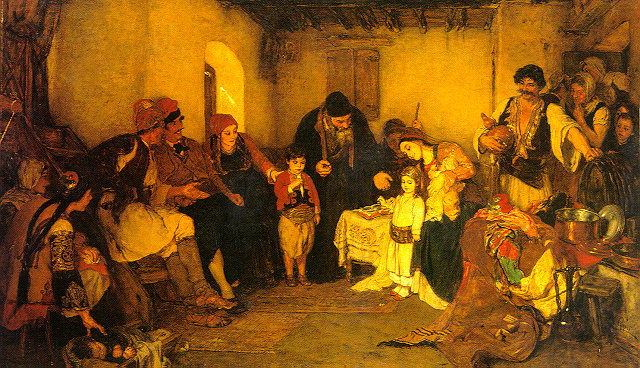
Fiançailles (el) (1875) Pinacothèque nationale d'Athènes
Mémorisation (el) (1883)
Guerrier oriental (1842)
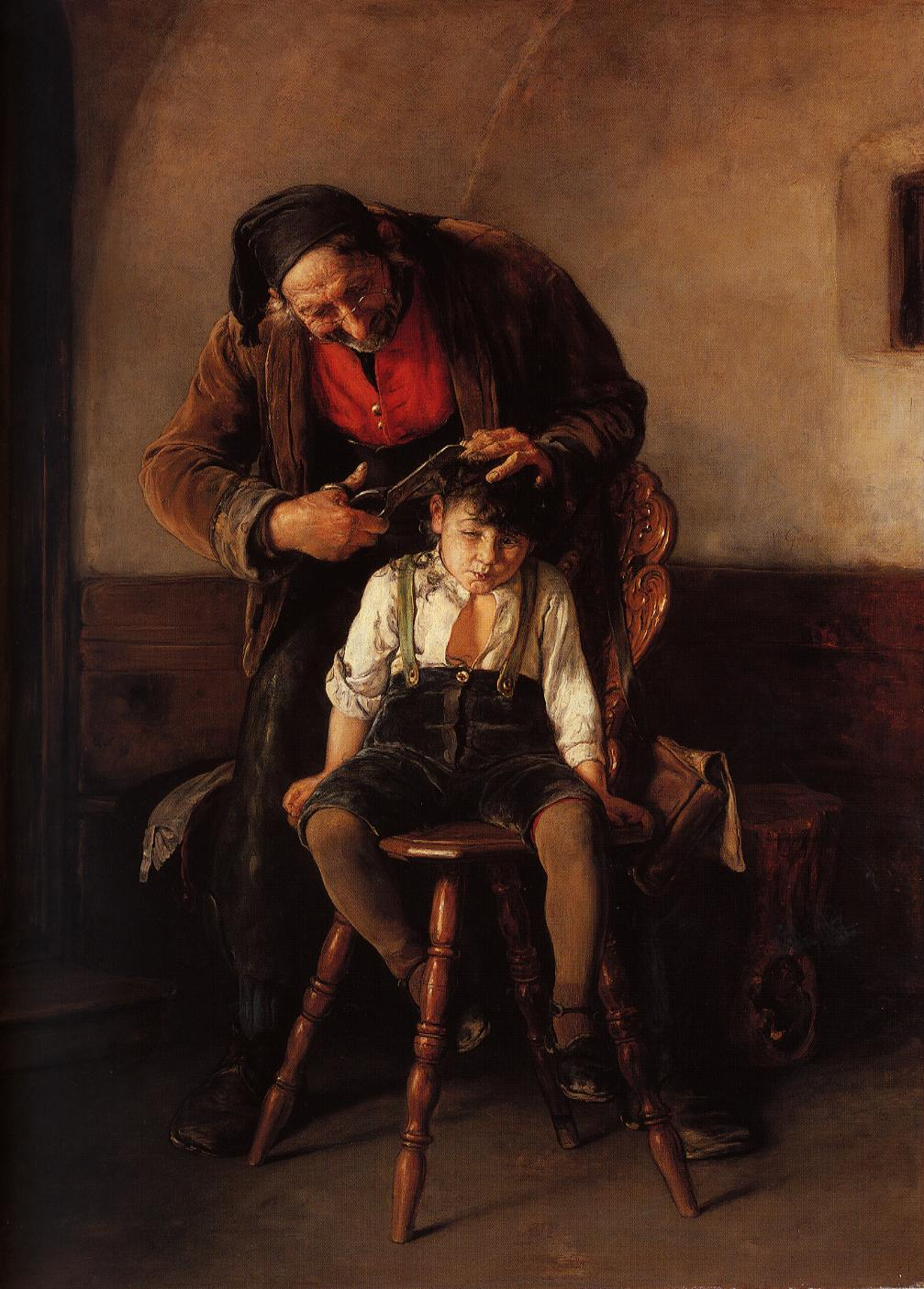
Le Coiffeur (el) (1880)
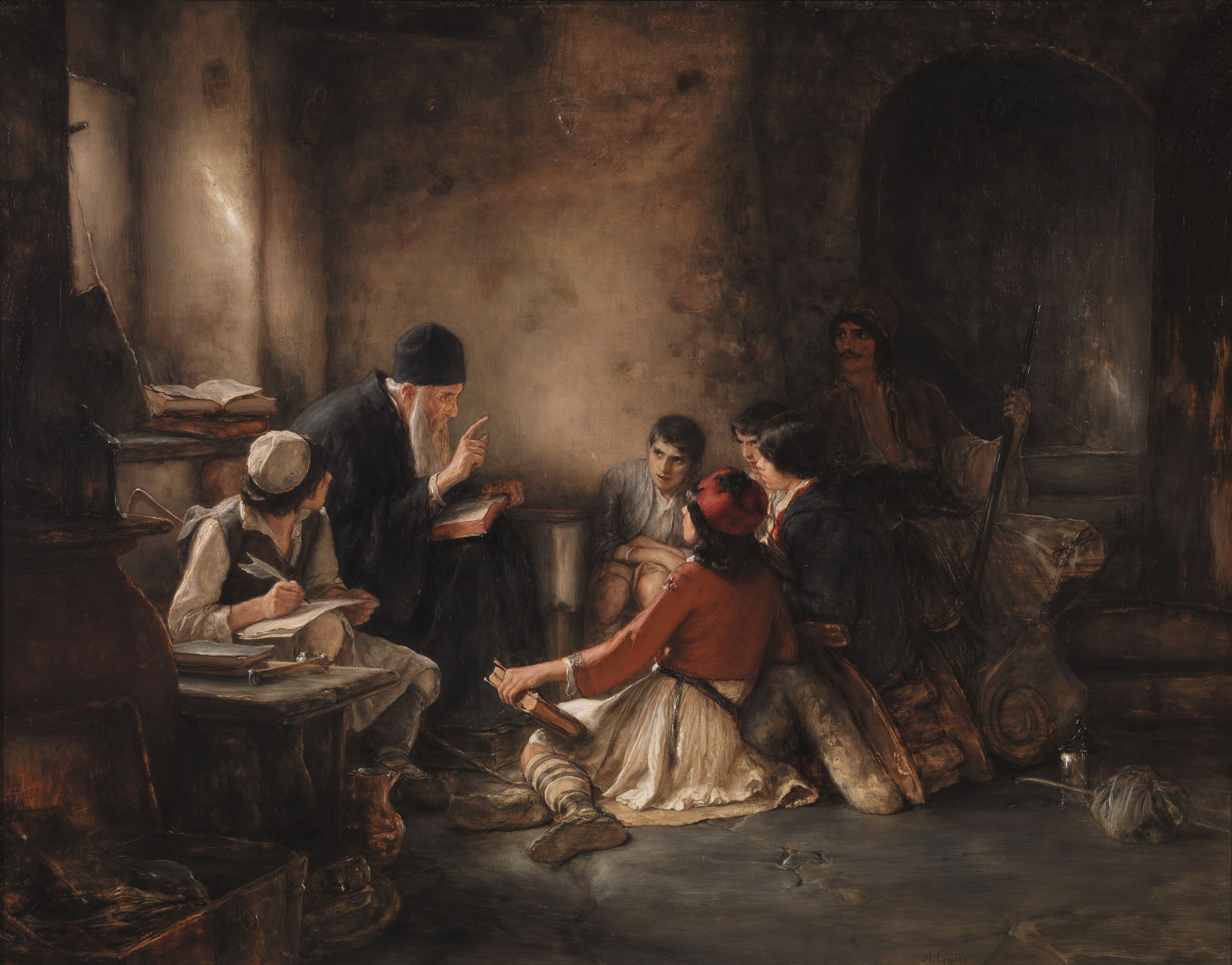
L'École secrète (1885-1886)
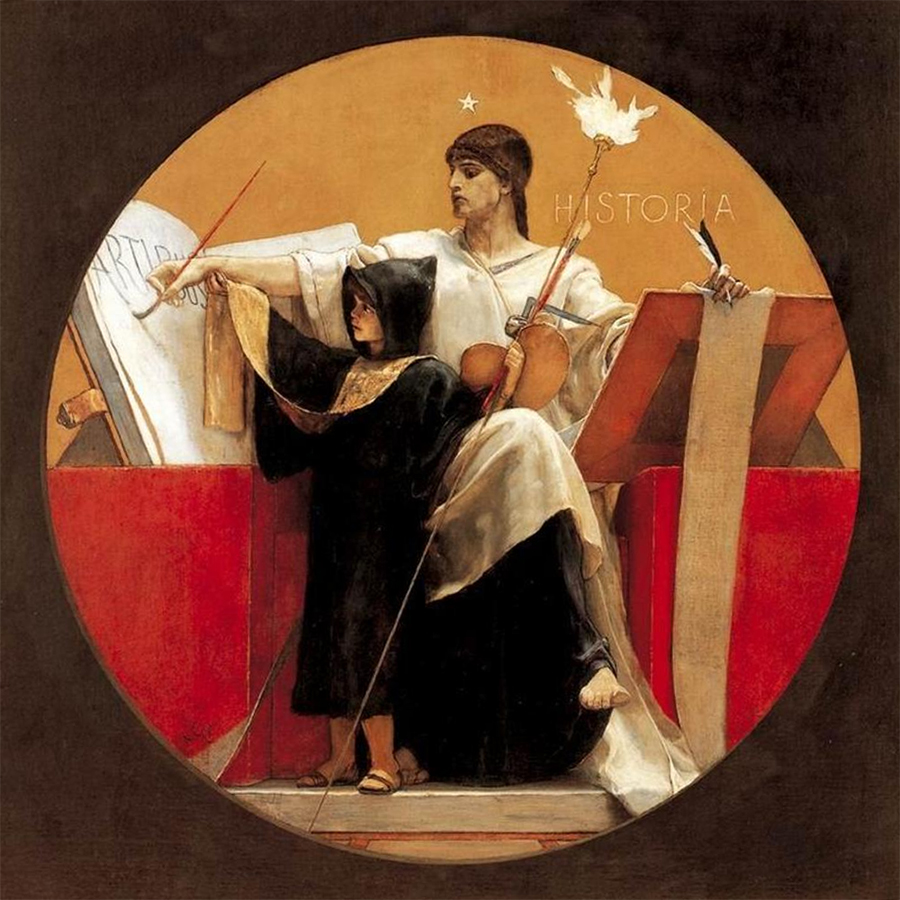
Allégorie de l'Histoire (1892)
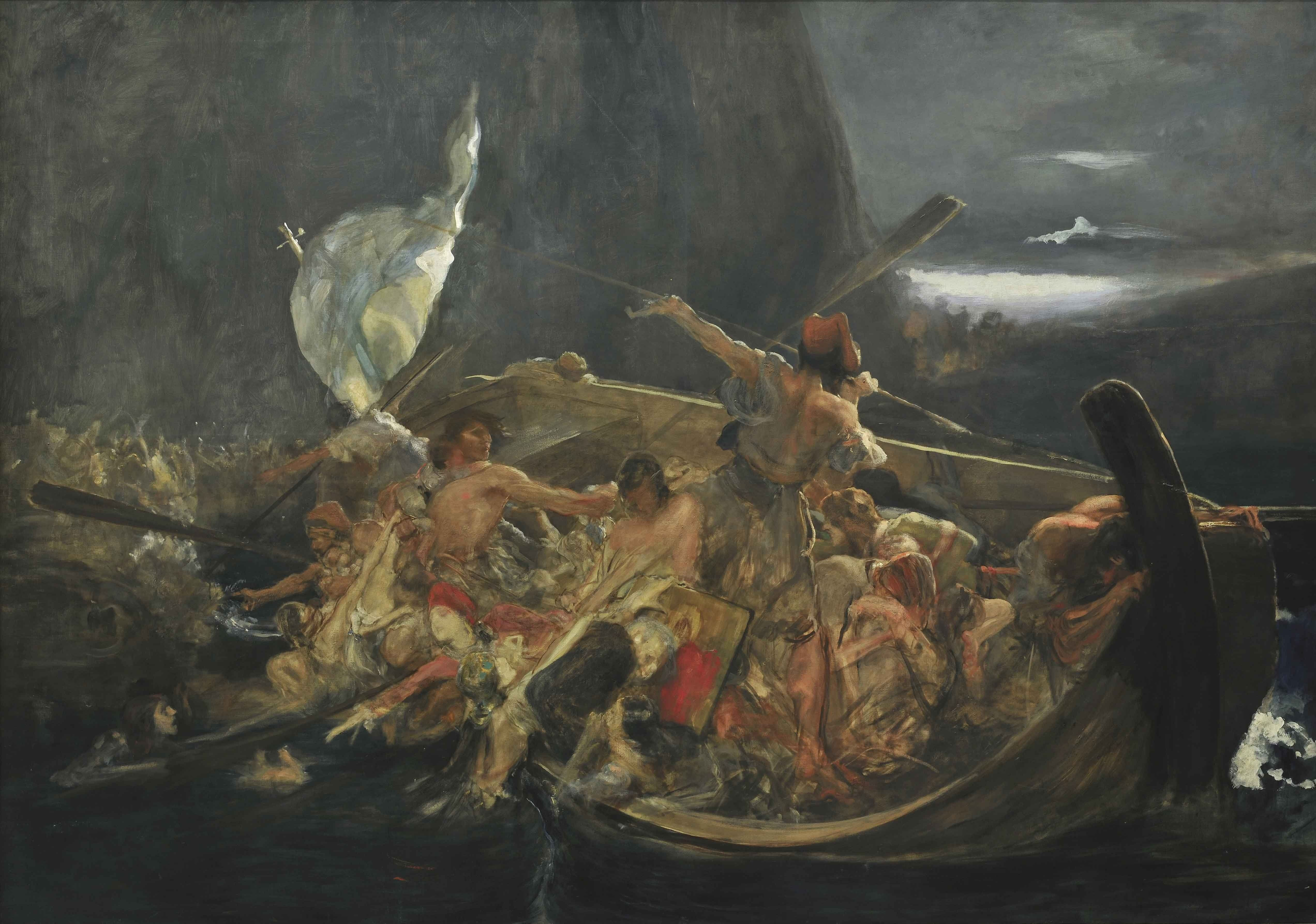
Après la chute de Psara (1896-1898) Pinacothèque nationale d'Athènes
La Gloire de Psara (1898)